# Comostola francki
Comostola francki là một loài bướm đêm trong họ Geometridae.